# Agriotes gallicus
Agriotes gallicus é uma espécie de besouro do gênero Agriotes. A espécie foi descrita cientificamente pela primeira vez em 1835, por Lacordaire.

## Distribuição
São encontrados na Europa.

## Descrição
Os machos atingem comprimento de 6,5 a 7,5 mm, e as fêmeas de 8,5 a 9 mm.

## Ecologia e habitats
São geralmente encontrados em sebes e prados.